# Jan Koch (fotbalista, 1995)
Jan Koch (* 4. listopadu 1995, Wörth an der Donau, Německo) je německý fotbalový obránce českého původu, v současnosti působí v klubu FK Mladá Boleslav. Hraje na postu stopera (středního obránce).

## Klubová kariéra
Koch hrál v juniorských letech v různých bavorských klubech. Od léta 2014 do ledna 2015 byl hráčem třetiligového německého týmu SpVgg Unterhaching.
V lednu 2015 posílil středočeský klub FK Mladá Boleslav, podepsal smlouvu do června 2017. V 1. české lize debutoval 28. února 2015 v utkání proti 1. FK Příbram (prohra 0:2). 25. dubna 2015 vytvořil kvůli rozsáhlým absencím v týmu stoperskou dvojici s debutujícím mladým hráčem Antonínem Křapkou a oba pomohli Boleslavi k překvapivé výhře nad vedoucím celkem ligy FC Viktoria Plzeň v poměru 2:1.